# Dichogamie
Dichogamie of sequentieel hermafroditisme is een vorm van tweeslachtigheid (hermafroditisme) waarbij een organisme gedurende zijn ontwikkeling van geslacht verandert. Indien het organisme in de eerste periode van zijn leven het mannelijke geslacht heeft, krijgt het na zijn ontwikkeling het vrouwelijke geslacht, en omgekeerd. Dergelijke overgangen kunnen worden gestimuleerd bij een tekort aan mannelijke of vrouwelijke individuen of anderzijds bij het bereiken van een bepaalde leeftijd of lichaamsgrootte. Het komt o.a. voor bij bepaalde soorten nematoden.
In de plantkunde verwijst dichogamie naar het fenomeen waarbij de stempel en de meeldraden van een plant niet tegelijkertijd rijp zijn. Dit heeft als voordeel dat de plant minder aan zelfbevruchting doet. Er kan een onderscheid gemaakt worden tussen protogynie en protandrie. Bij proterogynie is de stempel eerder rijp dan de meeldraden, terwijl bij proterandrie de meeldraden eerder rijp zijn dan de stempel.